# 卓蘭 (大字)
卓蘭，原稱罩蘭，是臺灣苗栗縣卓蘭鎮的一個傳統地域名稱，也是全鎮行政中心所在地，位於該鎮南大半部。相較於今日行政區，其範圍大致包括西坪里不含東北部、苗豐里、豐田里、新厝里、中街里、新榮里、老庄里、上新里、內灣里、坪林里南部，另外還包括三義鄉鯉魚潭村東邊凸出部分及東南邊凸出部分。

## 歷史
台灣清治末期至日治初期，卓蘭地區為一街庄，稱為「罩蘭庄」，隸屬於捒東上堡。該庄西與鯉魚潭庄為鄰，北與南湖庄、大坪林庄為鄰，東邊為蕃地，南邊及西南邊隔大安溪與蕃地、東勢角庄、石圍墻庄、石壁坑庄為界。
1901年（日治明治三十四年）11月，全台設置二十廳，該庄隸屬於苗栗廳。1909年（明治四十二年）10月，合併二十廳為十二廳，該庄改隸屬於新竹廳。1920年（大正九年），廢十二廳改設五州二廳，該庄改制為「卓蘭」大字，隸屬於新竹州大湖郡卓蘭庄。
戰後卓蘭庄改制為卓蘭鄉，隸屬於新竹縣，大字亦改制為村。1950年桃、竹、苗分治，卓蘭鄉改隸屬於苗栗縣。1956年，卓蘭鄉改制為卓蘭鎮，村亦改制為里。

## 聚落
本地區發展較早的聚落有壢西坪、埔尾、罩蘭（卓蘭）、竹圍、上新、內灣等，在日治期初期的官方地圖上已有記載。此外，本地區尚有三櫃頂、大湖、下太平、松柏林、上矮山、水尾、下酸柑湖、坪尾、石壁寮、苗豐、二林、豐田、西坪、吧哈崎、長潭、汶水坑、坪頭、七股嶺、老庄、石頭伯公、橫坑（水莧下）、砂埔、東盛、東安、坪林（白布帆）、象山、梨園寮、大茅坪、風空、橫山、大草排、小草排、十八股、食水坑、公館嶺、牛糞坪、大峰山等聚落。

## 交通
省道台3線俗稱「內山公路」，是臺北至屏東的幹道，大致以縱向轉東西向再轉北北東—南南西走向再轉西北西—東南東走向再轉縱向再轉東北—西南走向蜿蜒經過卓蘭地區。由該道路向北轉北北東可前往大湖、汶水、獅潭、三灣等地，向西南可前往東勢、石岡、豐原等地。
縣道140號有「苗栗縣南橫公路」的稱號，是苑裡南房至卓蘭的道路，大致以西北—東南走向轉東北東—西南西走向再轉西北—東南走向經省道台3線後，再轉橫向經過本地區西南部及南部的大安溪北岸地帶。由該道路向西北可前往鯉魚潭、南勢林南部、社苓南部、山柑、國道3號苑裡交流道、省道台1線並止於南房附近的省道台61線路口，向東過大安溪白布帆大橋並止於鄉道中47線路口。
鄉道苗52線是鯉魚口至酸柑湖的道路，其東側端點位於本地區下酸柑湖西南側的省道台3線路口。由此向西繞鯉魚潭水庫南側蜿蜒而行，出境後可前往鯉魚潭地區的三櫃、鯉魚口並止於縣道140號路口。
鄉道苗52-2線是壩頂至二坪的道路，其東側端點位於本地區西部松柏林西北側的鄉道苗52線路口。由此向東轉東南再轉西南下坡至大安溪谷地轉西北出境後，轉東北再轉北再轉西北再轉東可前往鯉魚潭水庫管理中心東南側並止於鄉道苗52線另一路口。
鄉道苗54-1線（雙連農路、大峰山道路、中正路）是景山至卓蘭的道路，其南側端點位於卓蘭市區苗58線（中山路）路口。由此向東北東轉東北蜿蜒出境後，可前往雙連、中心、景山西北部並止於鄉道苗54線路口。
鄉道苗55線（坪林道路、無名道路、卓坪街、興南街、中正西路）是南湖至新厝的道路，其南側端點位於卓蘭市區省道台3線路口。由此向東南轉東北再轉東南再轉東北蜿蜒出境後，轉北可前往坪林、景山、武榮、南湖並止於南湖國小對面的省道台3線路口。
鄉道苗58線（中山路、無名道路）是新厝至白布帆的道路，但目前僅通行至東安，其西側端點位於卓蘭市區西北側省道台3線路口。由此向東南經上新後轉東南東至內灣再轉東可前往東安。東安以下因部分路段崩坍而無法通行，必須轉行大安溪北岸路堤共構之替代道路始能通往白布帆，現該段路已改編為縣道140號的一部分。

## 學校
- 卓蘭高中（完全中學）
- 卓蘭國小
- 豐田國小
- 內灣國小
- 內灣國小白布帆分校

## 廟宇
- 峨崙廟（三山國王廟）
- 昭忠廟
  - 卓蘭軍民廟（舊廟，縣定古蹟）

## 水利設施
- 鯉魚潭水庫